# Harpatagunj
Harpatagunj – gaun wikas samiti w środkowej części Nepalu w strefie Narajani w dystrykcie Parsa. Według nepalskiego spisu powszechnego z 2001 roku liczył on 545 gospodarstw domowych i 3783 mieszkańców (1797 kobiet i 1986 mężczyzn).